# Akrobatfågel
Akrobatfågel (Acrobatornis fonsecai) är en fågel i familjen ugnfåglar inom ordningen tättingar.

## Utseende och läte
Akrobatfågeln är en 14 cm lång mycket aktiv svartgrå ugnfågel. På huvudet syns svartaktig hjässa, ljusgrått långt ögonbrynsstreck och ett tunt svart ögonstreck som övergår mot nacken till mörkt askgrå ovansida med svarta fläckar på ryggen. Nedre delen av ryggen och övergumpen är ljusare grå, medan stjärten är svart. Undersidan är ljusgrå, på bröstet flammig i en något mörkare nyans. Vingarna är svartaktiga med grå kanter på täckere och tertialer. Näbben är svartaktig med skär undre näbbhalva. Även de kraftiga benen är skära. Den ljusa sången inleds med några skilda toner som accelererar till en lång drill.

## Utbredning och systematik
Fågeln förekommer i östra Brasilien, i den region i sydöstra Bahia där man odlar kakao. Den placeras som enda art i släktet Acrobatornis behandlas som monotypisk, det vill säga att den inte delas in i några underarter.

## Status och hot
Akrobatfågeln har en liten världspopulation bestående av uppskattningsvis endast 2 500–10 000 vuxna individer. Den tros också minska i antal till följd av habitatförlust. Den är därför upptagen på internationella naturvårdsunionen IUCN:s röda lista över hotade arter, kategoriserad som sårbar (VU).

## Namn
Fågelns vetenskapliga artnamn hedrar brasilianske naturforskaren Paulo Sérgio Moreira da Fonseca.